# Santa Barbara Municipal Airport

i7
i11
i13
Der Santa Barbara Airport (auch Santa Barbara Municipal Airport, IATA-Code: SBA, ICAO-Code: KSBA) ist ein öffentlicher Flughafen rund 13 Kilometer westlich der Innenstadt der kalifornischen Stadt Santa Barbara. 
Im Jahr 2017 hatte der Flughafen 710.614 Passagiere.

## Fluggesellschaften und Ziele
Der Santa Barbara Municipal Airport wird von den Fluggesellschaften Alaska Airlines, American Airlines/American Eagle, Contour Airlines, Delta Connection, Frontier Airlines, Sun Country Airlines und United Airlines/United Express genutzt. Insgesamt werden zehn Ziele in den Vereinigten Staaten angeboten, ein Ziel wird jedoch nur saisonal bedient. Pro Tag gibt es ungefähr 26 Abflüge.

## Verkehrszahlen

### Verkehrsreichste Strecken
| Rang | Stadt                             | Passagiere | Fluggesellschaft                |
| ---- | --------------------------------- | ---------- | ------------------------------- |
| 01   | San Francisco, Kalifornien        | 98.410     | United Airlines/United Express  |
| 02   | Phoenix–Sky Harbor, Arizona       | 90.520     | American Eagle                  |
| 03   | Denver, Colorado                  | 62.390     | Frontier, United/United Express |
| 04   | Los Angeles, Kalifornien          | 50.100     | United Express                  |
| 05   | Seattle/Tacoma, Washington        | 45.020     | Alaska                          |
| 06   | Dallas/Fort Worth, Texas          | 28.300     | American/American Eagle         |
| 07   | Portland, Oregon                  | 19.840     | Alaska                          |
| 08   | Minneapolis-Saint Paul, Minnesota | 03.090     | Sun Country                     |
| 09   | Oakland, Kalifornien              | 02.080     | Contour                         |
| 10   | Las Vegas, Nevada                 | 0.0400     | Contour                         |

## Zwischenfälle
- Am 12. November 1968 vergaß die Besatzung einer Convair CV-580 der US-amerikanischen Tex Johnson Inc. (Luftfahrzeugkennzeichen N73135), vor der Landung auf dem Santa Barbara Municipal Airport das Fahrwerk auszufahren. Demzufolge kam es auf dem Trainingsflug zu einer Bauchlandung. Das Flugzeug wurde irreparabel beschädigt. Alle vier Insassen, die drei Besatzungsmitglieder und ein Passagier, überlebten den Unfall.[8]